# 코마다 위스키 패밀리
《코마다 위스키 패밀리》(일본어: 駒田蒸留所へようこそ 고마다 조류조에 요코소[*]→코마다 증류소에 어서오세요)는 P.A.WORKS가 제작한 일본의 애니메이션 영화다. 2023년 11월 10일에 개봉했다.
2023년 6월에 프랑스에서 열린 안시 국제 애니메이션 영화제에서 콩트르샹 부문에 출품되었다.
《꽃이 피는 첫걸음》, 《시로바코》, 《사쿠라 퀘스트》, 《하얀 모래의 아쿠아토프》에 이은 P.A.WORKS의 '작업 시리즈'의 제5탄이다.

## 스토리
코마다 루이는 선대 사장인 아버지가 남긴 코마다 증류소를 이어받는다. 경영난에 시달리던 증류소를 재건하는 것을 도모함과 동시에 재해의 영향으로 제조할 수 없게 된 환상의 위스키를 제조하는 것을 목표로 한다.

## 등장인물
코마다 루이(駒田 琉生)
성우 - 하야미 사오리
본작의 주인공. 1994년생. 코마다 증류소의 젊은 여성 사장.
타카하시 코타로(高橋 光太郎)
성우 - 오노 켄쇼
뉴스 사이트의 기자.
카와바타 토모코(河端 朋子)
성우 - 우치다 마아야
코마다 증류소의 홍보 담당으로 루이의 소꿉친구.
야스모토 히로시(安元 広志)
성우 - 호소야 요시마사
뉴스 사이트의 편집장
쇼지 츠토무(東海林 努)
성우 - 츠지 신파치
코마다 증류소의 최고참 직원.
사이토 유스케(斉藤 祐介)
성우 - 스즈무라 켄이치
코타로의 친구. 큰 손인 레코드 메이커에서 근무.
코마다 아키라(駒田 滉)
성우 - 호리우치 켄유
루이의 아버지. 코마다 증류소의 선대 사장.
코마다 미오(駒田 澪緒)
성우 - 이노우에 키쿠코
루이의 어머니. 코마다 증류소의 경리 담당.
코마다 케이(駒田 圭)
성우 - 나카무라 유이치
루이의 오빠. 경영 방침의 차이에 따라 코마다 증류소를 퇴직해 현재는 오우모리주조에서 일한다.

## 스태프
- 원작 - KOMA 부활을 기원하는 모임
- 감독 - 요시하라 마사유키
- 각본 - 키자와 유키토, 나카모토 무네오
- 캐릭터 원안 - 타카다 토모미
- 캐릭터 디자인·총작화 감독 - 카와츠라 코스케
- 미술 감독 - 타케다 유스케
- 색채 설계 - 타나카 미호
- 3D 감독 - 이치카와 모토나리
- 촬영 감독 - 나미키 토모
- 편집 - 타카하시 아유무
- 음향 감독 - 아카타가와 진
- 음악 - 카토 타츠야
- 프로듀서 - 야마다 노보루, 후루사와 요시히로, 호리카와 켄지
- 애니메이션 제작 - P.A.WORKS
- 제작 - DMM.com
- 배급 - GAGA

## 만화
코미컬라이즈가 '모닝투'(코단샤)에서 연재되는 것이 결정되었다. 작화는 코가네마료, 시나리오는 나기키 에코가 담당한다. 본작의 전일담을 그리는 내용이다.